# Inès Rau
Pour les articles homonymes, voir Rau.
Ines-Loan Rau, née le 18 mars 1990, est une actrice, mannequin et écrivaine française. Elle a été la Playmate du mois de novembre 2017 pour le magazine Playboy, devenant ainsi la première Playmate ouvertement transgenre. Ines-Loan Rau a marqué l'histoire en devenant la première femme transgenre à être ambassadrice de L'Oréal Paris, un rôle qu'elle occupe depuis 2020.

## Biographie

### Jeunesse et transition
Inès Rau naît le 18 mars 1990 à Nancy d'une mère franco-marocaine et d'un père algérien,,,. Elle grandit à Paris.
De sexe masculin à la naissance, elle réalise une transition de genre à partir de ses 16 ans, d'abord en secret en se procurant des hormones sur le marché parallèle. Elle dévoile cette démarche à ses proches un an plus tard et reçoit le soutien de ses parents,. Elle bénéficie ensuite, le jour de ses 18 ans, d'une chirurgie de réattribution sexuelle, considérant qu'il ne s'agit pas d'une « transformation » mais d'« une véritable réincarnation vivante d'elle-même ».

### Carrière
À 18 ans, elle commence à danser pour les DJ à Ibiza où elle se lie d'amitié avec David Guetta,,,.
En 2014, à l'âge de 24 ans, elle pose nue pour la première fois aux côtés de Tyson Beckford pour une diffusion dans OOB, un magazine de luxe français, peu de temps après son coming out de femme trans,.
En mai 2014, elle fait sa première apparition dans le numéro « A-Z » de Playboy, dans une planche intitulée « Évolution » qui a pour objectif de représenter l'acceptation croissante des identités de genre au-delà de la binarité de genre. Elle devient ainsi la deuxième femme transgenre à être publiée dans Playboy après Caroline Cossey (dont l'identité avait été dévoilée sans son consentement) en 1981,, et la première qui a affiché son identité trans publiquement volontairement.
Après son apparition dans le magazine, elle travaille comme mannequin pour Nicole Miller, Alexis Bittar et Barneys New York. Elle apparaît également dans Vogue Italia et dans des campagnes pour Balmain,, et Hood By Hair.
En octobre 2017, Cooper Hefner, fils du fondateur de Playboy Hugh Hefner, annonce que Rau sera la « playmate du mois » dans le numéro de novembre/décembre 2017, faisant d'elle la première femme ouvertement transgenre à être présentée de cette façon,,,. Il compare le choix de Rau à la décision de son père concernant Jennifer Jackson, première Afro-Américaine à être apparue dans Playboy en tant que Playmate en 1965. Elle n'apparaît toutefois pas en couverture comme prévu, car la une est consacrée au fondateur de Playboy, Hugh Hefner, récemment décédé, mais elle considère le choix du magazine comme un acte militant pour la cause LGBTQ.
En 2017, elle commence une carrière de comédienne avec un rôle mineur dans le film Le Prix du succès de Teddy Lussi-Modeste. En 2019, elle interprète le rôle de Marcia dans la série télévisée de Canal+ Vernon Subutex, adaptée des romans de Virginie Despentes.

### Vie privée
Elle a entretenu une relation amoureuse avec le célèbre footballeur français Kylian Mbappé. Leur couple a attiré l'attention des médias, suscitant de nombreuses spéculations sur la durée et l'évolution de leur relation,,,.

## Militantisme
Après la révélation de son identité, elle devient plus active dans les campagnes pour les droits des personnes trans. En 2016, elle apparaît sur TF1 dans Sept à huit pour un numéro centré sur sa vie.
Elle dit se servir de la transphobie et de la haine des gens à son égard comme force pour avoir davantage de détermination dans son combat,,.
Dans une interview dans l'émission Quotidien en octobre 2017, en encourageant la tolérance, elle indique qu'elle est fière d'être transgenre, mais elle ne veut pas être définie seulement pour cela, et désire être traitée comme les autres mannequins.

## Filmographie
Sauf indication contraire, les informations mentionnées dans cette section peuvent être confirmées par la base de données cinématographiques IMDb,  présente dans la section « Liens externes ».
- 2017 : Le Prix du succès de Teddy Lussi-Modeste
- 2019 : Vernon Subutex (série télévisée) de Cathy Verney d'après la trilogie de Virginie Despentes, épisodes 6 et 7 : Marcia
- 2021 : Emily in Paris (série télévisée), saison 2, épisode Un Anglais à Paris (An Englishman in Paris) : Victoire
- 2021 : The Souvenir Part II de Joanna Hogg : l'actrice de Garance

## Publication
- 2018 : Femme (autobiographie), éditions Flammarion, 336 pages[38]  (ISBN 9782081420854)